# Psathyrotes ramosissima
Espèce
Psathyrotes ramosissima est une espèce de plantes à fleurs de la famille des Asteraceae.

## Description morphologique

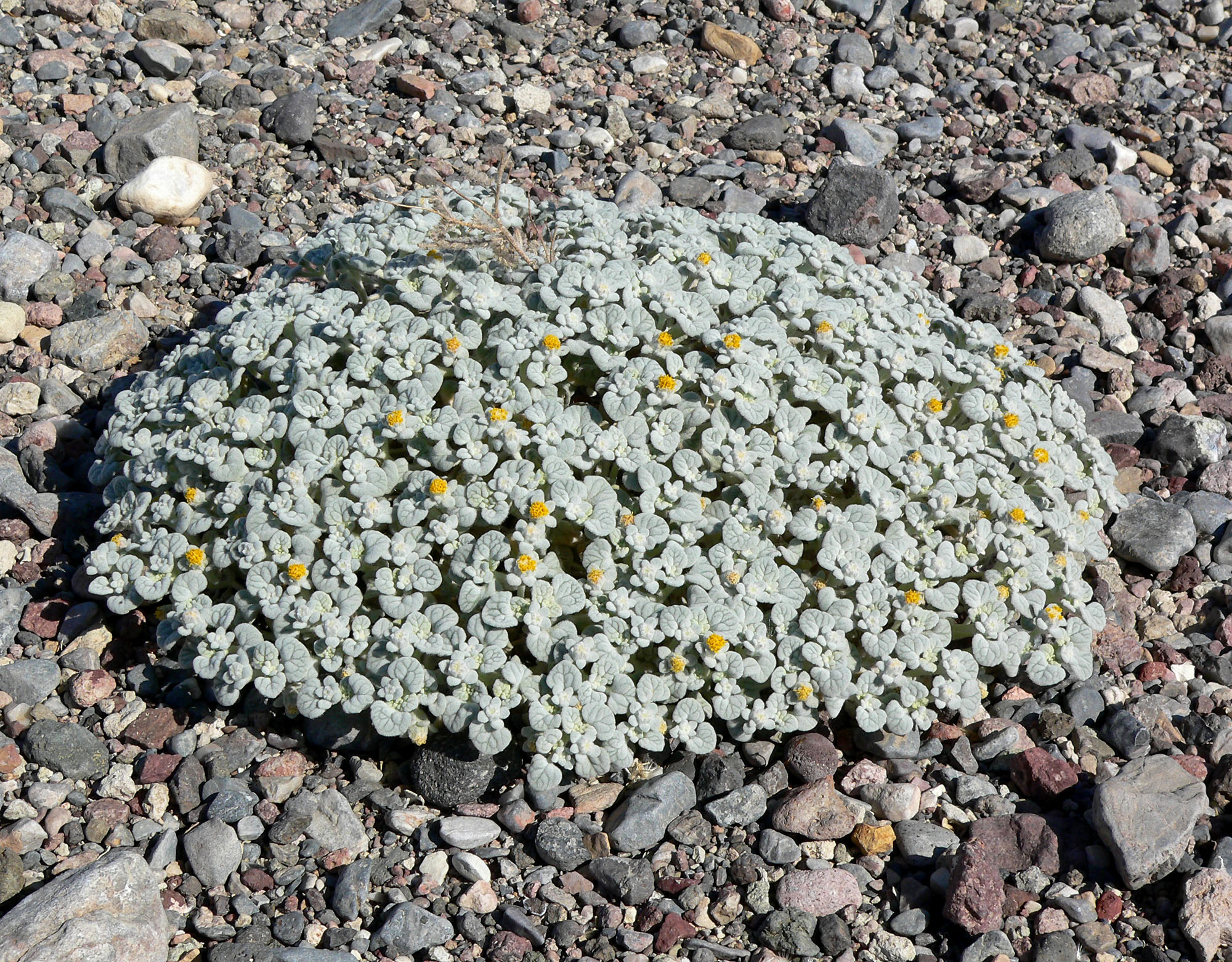
Touffe de Psathyrotes ramosissima en "carapace de tortue".

### Appareil végétatif
Cette plante forme des touffes basses, arrondies et aplaties, de 5 à 12,5 cm de hauteur. Les feuilles veloutées et compactes s'emboîtent et l'ensemble a un aspect en carapace de tortue, où les feuilles figureraient les écailles. Ces dernières mesurent environ 2 cm de longueur ; elles sont épaisses, arrondies, aux nervures bien visibles et leur marge est grossièrement dentelée. L'épais velours les recouvrant leur confère une coloration vert-gris pâle. Toute la plante dégage une odeur de térébenthine.

### Appareil reproducteur

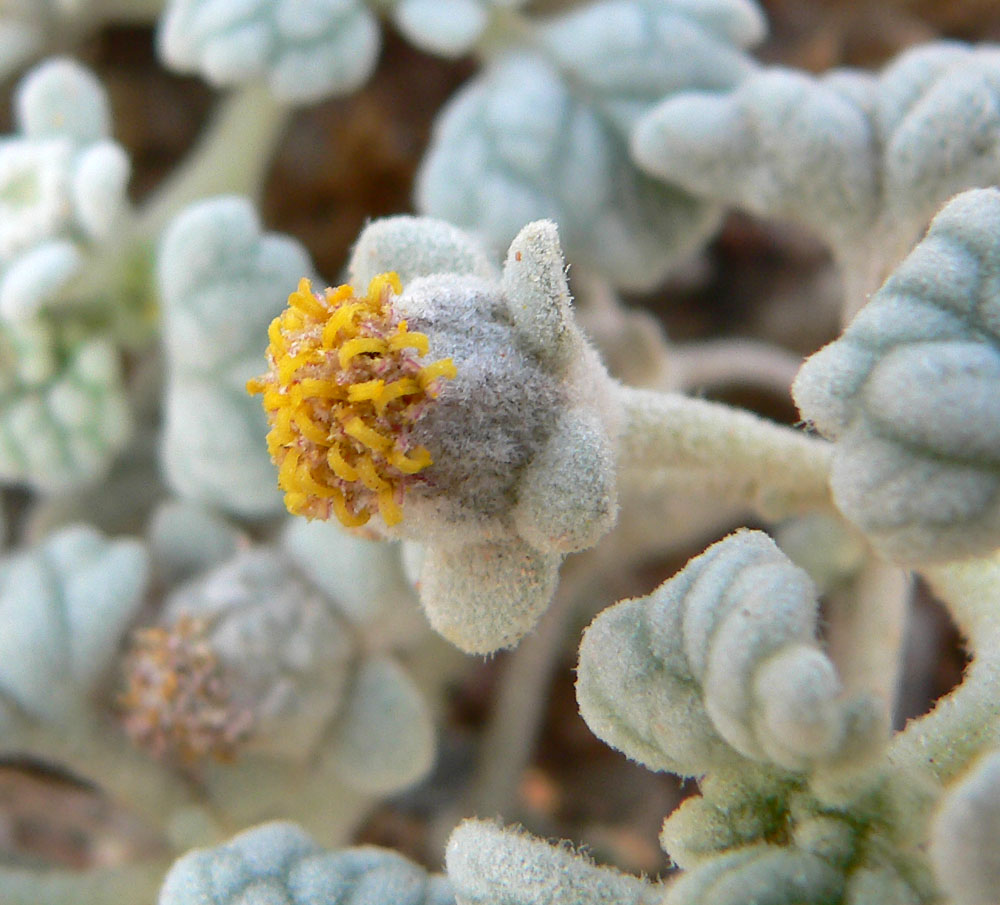
Détail d'une fleur de Psathyrotes ramosissima.

La floraison a lieu entre mars et juin.
L'inflorescence est un capitule d'environ 6 mm de largeur, tenu érigé juste au-dessus des feuilles. La fleur est constituée d'un involucre comprenant 5 bractées veloutées, et de nombreux fleurons ligulés (cette espèce est dite "liguliflore") jaunes.
Le fruit est un akène fortement couvert de duvet soyeux, prolongé de soies formant un pappus de couleur brun-jaune.

## Répartition et habitat
Cette plante pousse sur les plaines et talus des déserts du sud-ouest des États-Unis (Californie, Utah, Arizona) et du nord du Mexique.